# Коля Кизим, Игорь Нейгоф, Витя Проценко, Коля Сидоренко, Ваня Зятин
Коля Кизим, Игорь Нейгоф, Витя Проценко, Коля Сидоренко, Ваня Зятин — юные патриоты-пионеры школы № 35 города Ростова-на-Дону, которые были расстреляны 24 июля 1942 года за укрытие раненых советских воинов.

## Подвиг пионеров
В июле 1942 года бойцы Красной Армии под огнём наступающих немцев покидали город Ростов-на-Дону, отходили к мосту через Дон. Многие раненые и контуженные советские воины не успели добраться до спасательной переправы. Чтобы не попасть в плен к фашистам, советские солдаты надеялись на помощь местного населения. Жители окрестных кварталов переодевали их в гражданскую одежду, прятали солдат на чердаках домов, в подвалах. Пятеро ростовских школьников — Коля Кизим, Игорь Нейгоф, Витя Проценко, Коля Сидоренко, Ваня Зятин — подобрали на улице тяжелораненых бойцов и тайно спрятали на чердаке дома на Ульяновской улице. Но о тайнике узнал предатель и сообщил фашистам, где прячутся раненые бойцы Красной Армии. Немцы обнаружили раненых солдат и зверски казнили их. Но фашистов больше интересовало другое, они хотели знать, кто спрятал раненых солдат. Гестаповцы собрали во двор всех жильцов дома и пообещали расстрелять их, если не найдутся виновные. Юные герои-пионеры Коля Кизим, Игорь Нейгоф, Витя Проценко, Коля Сидоренко, Ваня Зятин понимали, что погибнут все жители дома, и сделали шаг вперёд. Гитлеровцы схватили юных патриотов и бросили в тюрьму, пытали их, чтобы узнать, кто им помогал из взрослых. Ребята проявили мужество и героизм, не проронили ни слова, после жестоких пыток фашисты расстреляли их. Эта страшная трагедия произошла 24 июля 1942 года.
Пятеро юных героев были похоронены на Братском кладбище города Ростова-на-Дону. По другим данным, Игорь Нейгоф и его родители были расстреляны в акции уничтожения еврейского населения города в Змиевской балке.

## Память
24 июля 1970 года юным героям была установлена мемориальная доска в Ростове-на-Дону на углу Семашко и Ульяновской, 27.
Писатель, журналист Антонина Мироновна Ленкова посвятила юным патриотам с Ульяновской улицы документальную повесть «Это было на Ульяновской», которая была опубликована в 1985 году.
В память о подвиге ростовских школьников и об этой страшной трагедии Владимир Высоцкий написал песню «Баллада о борьбе».